# Dale Earnhardt jr.

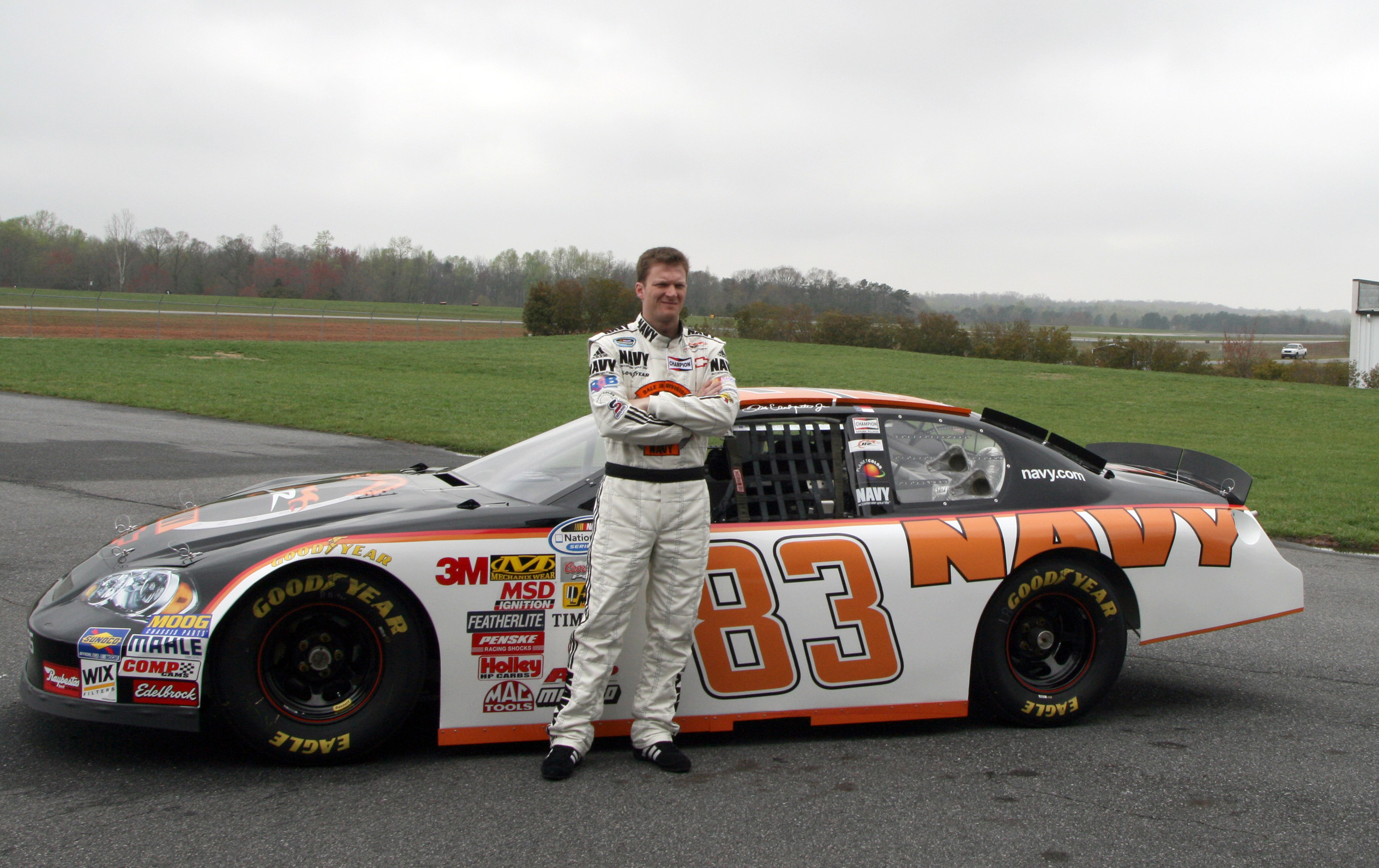
Earnhardt en zijn Nationwide Series auto uit 2008.

Dale Earnhardt jr. (Kannapolis (North Carolina), 10 oktober 1974) is een Amerikaans autocoureur die actief is in de NASCAR Sprint Cup. Hij is de zoon van Dale Earnhardt.

## Carrière
Earnhardt reed voor de eerste keer in de NASCAR Nationwide Series, de op een na hoogste NASCAR series in 1996. Hij won het kampioenschap in 1998 en 1999. Hij won 22 races in deze raceklasse en vertrok tien keer vanaf poleposition. In 1999 reed hij al enkele races in de NASCAR Sprint Cup, de hoogste klasse in de NASCAR. Vanaf 2000 ging hij fulltime aan de slag in deze raceklasse. Tijdens de Daytona 500 van 2001 werd hij tweede. Het was de race die zijn vader het leven kostte. Hij won de race uiteindelijk in 2004. Op de Talladega Superspeedway, het circuit waar zijn vader met tien overwinningen recordhouder is, won hij vijf keer, vier keer op rij wat niemand hem voordeed. Earnhardt won tot nog toe 18 races in de Sprint Cup. Zijn beste eindklassement is een derde plaats die hij behaalde in 2003.

## Resultaten in de NASCAR Sprint Cup
Sprint Cup resultaten (aantal gereden races, polepositions, gewonnen races en positie in het kampioenschap)
| Jaar | Races | Polepositions | Overwinningen | Kampioenschap |
| ---- | ----- | ------------- | ------------- | ------------- |
| 1999 | 5     | 0             | 0             | 48e           |
| 2000 | 34    | 2             | 2             | 16e           |
| 2001 | 36    | 2             | 3             | 8e            |
| 2002 | 36    | 2             | 2             | 11e           |
| 2003 | 36    | 0             | 2             | 3e            |
| 2004 | 36    | 0             | 6             | 5e            |
| 2005 | 36    | 0             | 1             | 19e           |
| 2006 | 36    | 0             | 1             | 5e            |
| 2007 | 36    | 1             | 0             | 16e           |
| 2008 | 36    | 1             | 1             | 12e           |
| 2009 | 36    | 0             | 0             | 25e           |
| 2010 | 36    | 1             | 0             | 21e           |
| 2011 | 36    | 1             | 0             | 7e            |
| 2012 | 34    | 1             | 1             | 12e           |
| 2012 | 36    | 2             | 0             | 5e            |